# Фридрих III (император Германии)
Фри́дрих III (Фридрих Вильгельм Николаус Карл Прусский, нем. Friedrich III., Friedrich Wilhelm Nikolaus Karl von Preußen; 18 октября 1831[…], Новый дворец в Потсдаме — 15 июня 1888[…], Новый дворец в Потсдаме) — германский император (кайзер) и король Пруссии (в 1888 году) из династии Гогенцоллернов, единственный сын Вильгельма I, отец последнего прусского монарха Вильгельма II. Военный и государственный деятель, либеральный оппонент канцлера князя Отто фон Бисмарка, участник главных военных кампаний эпохи правления своего отца, в том числе франко-прусской войны 1870–1871 годов. Считался одним из самых многообещающих престолонаследников Европы, но взошёл на престол, будучи уже смертельно больным, и царствовал всего 99 дней; его ранняя смерть как возможная поворотная точка германской истории до сих пор вызывает споры историков.

## Биография

### Ранние годы
Фридрих Вильгельм родился в Новом дворце в Потсдаме (Пруссия) 18 октября 1831 года. Потомок дома Гогенцоллернов, правителей Пруссии, в то время самого могучего из германских государств. Отец Фридриха принц Вильгельм был младшим братом прусского короля Фридриха Вильгельма IV и, будучи воспитан в военных традициях Гогенцоллернов, стал строгим педантом. Он был влюблён в свою двоюродную сестру польскую княжну Элизу Радзивилл, но его родители посчитали её неподходящей кандидатурой для прусского принца и выбрали более подходящую невесту, принцессу Августу Саксен-Веймар. Она выросла в более интеллектуальной и артистической атмосфере Веймара, где власть правителей была ограничена конституцией и где граждане шире участвовали в политике. Августа была широко известна в Европе своими либеральными взглядами, разница во взглядах супругов привела к несчастливому браку. В результате у Фридриха, выросшего в проблемной семье, остались воспоминания об одиноком детстве. Его сестра Луиза (позднее ставшая великой герцогиней Баденской) была на восемь лет его моложе, и с ней Фридрих был очень близок. Также у Фридриха были очень хорошие отношения с его дядей, королём Фридрихом Вильгельмом IV, называемым «Романтик на троне».
Юность Фридриха пришлась на неспокойный период в истории Германии, идеи либерализма, развившиеся в 1840-х годах, широко распространились и завоевали поддержку. Либералы мечтали о единой Германии и конституционной монархии, о конституции, дающей всем равенство перед законом, защиту собственности и соблюдение основных гражданских прав. В целом либералы желали, чтобы правительство управлялось народным представительством. Когда Фридриху исполнилось 17 лет, рост духа национализма и либерализма привёл к серии политических беспорядков в германских государствах и в Европе. Протестующие в Германии требовали защиту свободы, в частности свободу собраний, прессы, создания парламента и введения конституции. Хотя в конечном итоге восстания не привели к прочным изменениям, либеральные настроения весьма влияли на политику Германии при жизни Фридриха.
Несмотря на традиционное военное образование в семье Гогенцоллернов, Августа настояла, чтобы её сын получил также классическое образование. Поэтому Фридрих получил военную подготовку и обучался свободным искусствам. Его учителем был известный археолог Эрнст Курциус, с которым Фридриха связывали тёплые отношения в течение всей жизни. Фридрих проявил себя как талантливый ученик, особенные успехи высказывал в иностранных языках, владел английским, французским. Также он изучал латынь, историю, географию, физику, музыку и религию, был отличным гимнастом. Он стал хорошим наездником, как это требовалось от прусского принца. Принцы Гогенцоллернов уже в юном возрасте знакомились с военными традициями династии. В возрасте десяти лет Фридрих получил назначение вторым лейтенантом в первый гвардейский пехотный полк и удостоился ордена Чёрного орла. В дальнейшем он продолжил активное участие в военных делах. В возрасте 18 лет он поломал семейную традицию, поступив в Боннский университет, где изучал историю, право, управление и политику. Во время учёбы в Бонне (1850—1852) его учителями были Эрнст Мориц Арндт и Фридрих Кристоф Дальман. Учёба в университете и влияние менее консервативно настроенных членов семьи привели принца к либеральным убеждениям.
В 1853 году Фридрих был введён в масоны своим отцом принцем Вильгельмом Прусским. Позднее Фридрих стал мастером великой ложи масонов Германии. В ходе своего краткого правления Фридрих был патроном германских масонов.

### Семья
Королевские браки в XIX столетии заключались для сохранения союзов и поддержания кровных уз между европейскими правителями. Ещё в 1851 году британская королева Виктория и её муж принц Альберт (саксонский принц из Саксен-Кобургской династии) вынашивали планы выдать замуж свою старшую дочь принцессу Викторию за Фридриха. Британская королевская династия была преимущественно германской по крови. Королева Виктория надеялась связать фамилию кровными узами с Германией, принц Альберт считал, что брак приведёт к либерализации и модернизации Пруссии. Бельгийский король Леопольд I, дядя британской королевы и Альберта также поддерживал идею брака, он долгое время ценил идею барона Стокмара о брачном союзе между Британией и Пруссией. Дядя Фридриха принц Вильгельм не увлёкся этой перспективой, он хотел, чтобы Фридрих женился на одной из российских великих княжон. Принцесса Августа, напротив, очень поддерживала идею брака ввиду упрочнения связей с Британией. В 1851 году мать Фридриха послала его в Британию для посещения всемирной выставки, она надеялась, что посещение колыбели либерализма и промышленной революции положительно повлияет на её сына. Принц Альберт принял Фридриха под своё крыло в ходе его визита, его 11-летняя дочь провела Фридриха по выставке. Фридрих почти не владел английским, а Виктория свободно говорила по-немецки. Фридрих был впечатлён её невинностью, любознательностью и простотой, их встреча стала успешной. Последовал регулярный обмен письмами между Фридрихом и Викторией.
В 1855 году Фридрих сделал предложение 14-летней Виктории. 19 мая 1857 года в Букингемском дворце и при прусском дворе было объявлено о помолвке. 25 января 1858 года Фридрих и Виктория сочетались браком в королевской часовне Сент-Джеймского дворца в Лондоне. По случаю бракосочетания Фридрих был произведён в генерал-майоры прусской армии. Несмотря на то, что брак был династическим, супруги с самого начала оказались удачной парой и любили друг друга. Виктория также получила образование в либеральном духе и разделяла взгляды супруга. Она была главой семьи. Супруги часто проживали во дворце кронпринца. У них родились восемь детей:
- Вильгельм (1859—1941), впоследствии император;
- Шарлотта (1860—1919), замужем за Бернхардом III, герцогом Саксен-Мейнингенским;
- Генрих (1862—1929), гросс-адмирал германского флота, был женат на Ирене Гессен-Дармштадтской;
- Сигизмунд (1864—1866), умер в детстве от менингита;
- Виктория (1866—1929), в первом браке замужем за Адольфом Шаумбург-Липпским, во втором за Александром Зубковым;
- Вальдемар (1868—1879), умер от дифтерии;
- София (1870—1932), замужем за королём Греции Константином I;
- Маргарита (1872—1954), замужем за Фридрихом Карлом Гессенским.

Сигизмунд умер в возрасте двух лет, а Вальдемар в возрасте 11 лет. Их первенец Вильгельм родился с повреждённой рукой, отчего страдал всю жизнь. Возможно это стало следствием длительных и опасных родов в связи с ягодичным предлежанием плода, но не исключён случай детского церебрального паралича в слабой степени. Став императором после смерти Фридриха, Вильгельм совершенно не разделял либеральных идей своего отца. Его мать считала его «законченным пруссаком». Разница во взглядах привела к расколу между Вильгельмом и родителями, и отношения между ними оставались напряжёнными на протяжении всей их жизни.
Именно после свадьбы Фридриха и Виктории в Европе получил широкую популярность написанный ещё в 1842 году свадебный марш Феликса Мендельсона.
Фридрих был лютеранином, прихожанином государственной евангельской церкви старых провинций Пруссии (протестантского образования, объединяющего реформатов и лютеран).

### Кронпринц Пруссии
После того как его отец 2 января 1861 года в возрасте 64 лет взошёл на прусский трон, приняв имя Вильгельма I, 29-летний Фридрих стал кронпринцем и оставался в этом звании в течение последующих 27 лет. Новый король сначала оставался политически нейтральным. Фридрих и прусские либералы надеялись, что он откроет новую эру либеральной политики. Либералы попытались обрести большинство в прусском ландтаге, но Вильгельм вскоре продемонстрировал свои консервативные взгляды. С другой стороны, Фридрих объявил о своём полном согласии с «по существу либеральной политикой во внутренних и внешних делах».
Вильгельм был по духу солдатом-догматиком и не собирался в 64 года изменять свои убеждения, которые регулярно приводили его к столкновениям в парламенте со сторонниками другой политики. Одно из таких столкновений в сентябре 1862 года едва не привело к отречению Вильгельма, который после отказа парламента профинансировать его планы по реорганизации армии пригрозил, что оставит престол. Фридрих был потрясён этим решением и заявил, что отречение «создаст угрозу для династии, страны и короны». Вильгельм передумал и по совету военного министра Альбрехта фон Роона назначил на пост премьер-министра Отто фон Бисмарка, который предлагал провести военную реформу даже против воли большинства депутатов парламента. Назначение Бисмарка, сторонника авторитарной власти, который часто игнорировал парламент и господствовал над ним, привело Фридриха к столкновению с отцом и устранению кронпринца от политики, которое продлилось до конца правления Вильгельма. Фридрих призывал к бескровным «моральным завоеваниям», объединению Германии мирными и либеральными мерами, однако возобладала политика «железа и крови» Бисмарка. Его протестное настроение достигло пика в Данциге 4 июня 1863 года, когда Фридрих на официальном приёме в полный голос осудил ограничения Бисмарком свободы прессы. Тем самым Фридрих очень сильно разозлил отца и нажил себе врага в лице Бисмарка. Фридрих лишился политических постов в ходе дальнейшего правления отца. Сохраняя свою военную должность, он продолжил представлять Германию и её императора на церемониях, свадьбах и торжествах, таких как Золотой юбилей королевы Виктории в 1887 году.
Отец сильно бранил Фридриха за его либеральные идеи, из-за чего тот провёл немало времени в Британии. Королева Виктория часто приглашала его представлять её на различных церемониях и приёмах.
Фридрих сражался в войнах против Дании, Австрии и Франции. Хотя он каждый раз был против применения военной силы, с началом войны он от всего сердца поддерживал прусскую армию и занимал различные командные посты. Поскольку он не располагал политическим влиянием, для него это была возможность проявить себя. Первый раз командование он принял в ходе Второй войны за Шлезвиг. Назначенный наблюдателем в штаб верховного главнокомандующего Германского союза фельдмаршала Врангеля, Фридрих, проявляя тактичность, улаживал споры Врангеля с другими офицерами. Пруссаки и их австрийские союзники разгромили датчан и захватили южную часть полуострова Ютландия. После войны союзники провели два года в раздорах за верховодство германскими государствами, что вылилось в австро-прусскую войну. Фридрих был единственным членом прусского королевского совета, защищавшим права Фридриха, герцога Шлезвиг-Голштинского, и выступал против войны с Австрией, которую называл «братоубийственной». Хотя он поддерживал объединение и реставрацию средневековой империи, «Фриц не мог принять мысль, что война есть верный путь к объединению Германии». Тем не менее, когда разразилась война с Австрией, Фридрих принял командование над одной из трёх прусских армий, главой его штаба стал генерал Леонгард Граф фон Блюменталь. Своевременное прибытие его второй армии на поле боя стало главной причиной решающей победы Пруссии в битве при Садове, что привело к победе Пруссии в войне. Всё же кровопролитие вызвало у него большое уныние. За несколько дней перед сражением под Садовой Фридрих писал жене, выражая надежду, что это будет последняя война, в которой он сражается. На третий день сражения он снова написал жене: «Кто знает, может быть, нам не придётся вести третью войну, чтобы сохранить то, что мы сейчас завоевали?». Фридрих пользовался большой популярностью в армии и народе как «Наш Фриц» (нем. Unser Fritz).
Четыре года спустя Фридрих отправился на франко-прусскую войну, где снова работал в паре с Блюменталем и командовал третьей армией, набранной из населения южногерманских государств. Кронпринца восхваляли за его командование в победных для Пруссии битвах под Вейсенбургом и Вёртом, ему также сопутствовал успех в сражении под Седаном и при осаде Парижа. Гуманное обращение Фридриха с противником принесло ему уважение и похвалу нейтральных наблюдателей. После битвы при Вёрте лондонский журналист стал свидетелем многочисленных визитов принца к раненым прусским солдатам и прославлял его дела, отмечая любовь и уважение простых солдат к Фридриху. После победы Фридрих заявил двум парижским журналистам: «Мне не нравятся господа военные. Если бы мне пришлось править, я бы никогда не сделал этого». Французский журналист отметил, что «кронпринц бессчётное число раз проявлял доброту и гуманность в стране, против которой он сражался». В июле 1871 года газета The Times опубликовала похвальную статью в честь Фридриха, отметив, что «принц заслужил не меньше почёта за свою доброту, чем за отвагу на войне». После победы во франко-прусской войне Фридрих, ставший уже наследником престола новой Германской империи, получил жезл российского генерал-фельдмаршала.

### Кронпринц Германской империи
В 1871 году, после победы Пруссии, германские государства объединились в Германскую империю. Вильгельм стал императором, а Фридрих — его наследником в новой германской монархии. Хотя Вильгельм думал, что день, когда он стал императором, был самым печальным в его жизни, Фридрих был восхищён, что стал свидетелем великого дня в германской истории. Бисмарк, ставший канцлером, не любил Фридриха и не доверял ему и его жене из-за их либеральных убеждений. Фридрих часто становился в оппозицию политике и действиям отца и Бисмарка. Он встал на сторону либералов в их оппозиции увеличению имперской армии. Кронпринц участвовал во многих общественных проектах, как основание школ и церквей в районе Борнштедта близ Потсдама. Для помощи отцу в деле превращения столицы, Берлина, в большой культурный центр он был назначен покровителем общественных музеев. Во многом благодаря Фридриху были приобретены значительные художественные коллекции, размещённые после его смерти в новом музее Кайзера Фридриха в Берлине (позже известном как Музей Боде). Когда в 1878 году его отец выбыл из строя после неудачного покушения, Фридрих ненадолго принял его полномочия, но вскоре опять был оттеснён на периферийные роли. Недостаток политического влияния настолько сильно уязвлял Фридриха, что он подумывал о самоубийстве.
Кронпринц и принцесса Виктория выступили против антисемитской кампании 1879—1881 годов, направленной против равенства евреев, душой которой были историк (представитель «народного движения») Генрих Трейчке и придворный капеллан Адольф Штёккер. Виктория писала: «Трейчке и его сторонники — сумасшедшие наихудшего сорта» и высказывала мнение, что пастору Штёккеру самое место в психиатрической больнице. Она дошла до того, что написала, что стыдится своей второй родины, поскольку такие люди, как Трейчке и Штёккер, «ведут себя с такой ненавистью с людьми иного вероисповедания и другой расы, которые являются неотъемлемой частью (и ни в коем случае не худшей частью) нашей нации!» В 1880 году Фридрих, в форме прусского фельдмаршала и Виктория посетили службу в берлинской синагоге, чтобы показать поддержку толерантности в противовес «бесчестным нападениям Трейчке» (как их называла Виктория). Вскоре после этого Фридрих произнёс речь, осуждая германское антисемитское движение как «постыдное пятно нашего времени», добавив «Мы стыдимся преследования евреев (Judenhetze) которое нарушает в Берлине все грани приличия, но, похоже, процветает под защитой придворных священников». В 1881 году Фридрих и Виктория снова посетили службу в синагоге, на этот раз в Висбадене, чтобы «показать настолько ясно, насколько сможем, каковы наши убеждения». Фридрих опять произнёс речь, где высказался за «бедных евреев, с которыми жестоко обращаются» в Европе. Тёща Фридриха, британская королева Виктория, написала ему, поблагодарив его за речь; она заявила, что гордится, что её дочь вышла за такого человека. Однако в дворянских кругах Фридрих повсеместно подвергался критике за свои действия в поддержку евреев. Старший сын Фридриха принц Вильгельм называл отца слабым трусливым человеком, попавшим под контроль жены-британки и евреев. По словам британского историка Джона Роля, многие «реакционные» и «шовинистические» круги Германии пришли к «убеждению, что кронпринц и его либерально настроенная жена-англичанка — чужаки, не немцы и не должны унаследовать трон».

### Болезнь
Фридрих много лет был заядлым курильщиком. На балу, который Вильгельм устроил 31 января 1887 года, один из гостей отметил, что кронпринц «настолько охрип, что едва мог произнести хотя бы одно слово». Его хрипота продлилась и в феврале. У него было найдено утолщение слизистой оболочки над голосовыми связками, вызванное «хроническим катаром гортани». 7 февраля Фридрих обратился к врачу Карлу Герхардту, который в течение десяти дней пытался удалить проволокой распухшие ткани. После неудачи он ввёл электрический провод в левую голосовую складку, пытаясь удалить, как он предполагал, нарост. Однако сильно воспалённое горло принца не дало Герхардту возможность удалить опухоль полностью. После нескольких процедур катетеризации улучшения не произошло. Фридрих с супругой отправились на курорт в Бад-Эмс, где кронпринц пил минеральную воду, дышал свежим воздухом и лечился полосканиями, что также не дало эффекта .
17 мая Герхардт и другие врачи, включая Эрнста фон Бергманна, определили, что опухоль является раком гортани. Бергманн рекомендовал проконсультироваться у Морелла Маккензи, ведущего британского специалиста по раку. Также он рекомендовал сделать разрез в гортани, чтобы получить более лёгкий доступ внутрь гортани и провести ларингэктомию (полное удаление гортани), если ситуация окажется серьёзной. Викторию проинформировали о необходимости срочной операции, а Фридриха — нет. Несмотря на предварительный диагноз, врачи надеялись, что опухоль окажется доброкачественной эпителиомой. Помещение на верхнем этаже дворца кронпринцев было переоборудовано в операционный театр. Бергманн решил отложить операцию до приезда Маккензи. 20 мая Маккензи прибыл в Берлин и после обследования решил провести биопсию, чтобы определить, является опухоль злокачественной или нет. На следующее утро он провёл биопсию и отправил пробы знаменитому патологоанатому Рудольфу Вирхофу для микроскопического исследования. После того как Вирхофу не удалось обнаружить раковые клетки, несмотря на несколько раздельных обследований, Маккензи заявил, что выступает против ларингэктомии, поскольку считал, что эта операция всё равно приведёт к тяжёлым последствиям. Маккензи заявил, что берёт на себя всю ответственность за дальнейшее лечение, и выразил уверенность, что Фридрих полностью выздоровеет за несколько месяцев. Герхардт и главный врач Август Вернер согласились с мнением Маккензи. Бергманн и его коллега Адальберт Тобольд остались при своём первоначальном мнении о раковой природе опухоли. Бисмарк поддержал мнение Маккензи, решительно высказавшись против любой обширной операции на горле Фридриха, и давил на кайзера, чтобы тот вообще запретил её. 9 июня Маккензи снова провёл биопсию и направил образцы Вирхофу, который на следующий день доложил, что снова не нашёл каких бы то ни было признаков рака.
13 июня кронпринц выехал из Потсдама, чтобы побывать на золотом юбилее своей тёщи и проконсультироваться с Маккензи. Кронпринц не знал, что видит отца в последний раз. Его сопровождала Виктория и три дочери, также с ним поехал Герхардт. 29 июня Маккензи сообщил, что успешно прооперировал кронпринца в своей клинике на Харли-стрит и «почти полностью» удалил опухоль. Фридрих провёл июль с семьёй в замке Норрис на острове Уайт. Но на повторном обследовании в клинике Маккензи 2 августа выявилось появление новой опухоли. В тот же день была проведено прижигание, 8 августа — ещё одно прижигание. Этот признак был весьма зловещим — явное доказательство злокачественной природы опухоли. Феликс Семон, выдающийся германский ларинголог, практикующий в Англии, внимательно следил за лечением Фридриха и отправил доклад германскому министру иностранных дел, в котором подверг резкой критике катетеризации, проводимые Маккензи, и заявил, что даже если опухоль не злокачественная, то всё равно подозрительна, и рекомендовал провести биопсию и исследовать опухоль. 9 августа Фридрих поехал в Бремер (Шотландское нагорье) для встречи с доктором Марком Хоуэллом, старшим хирургом Лондонской ларингологической больницы. После ещё одного обследования у Маккензи 20 августа, выявившего отсутствие дальнейшего роста опухоли, Фридрих заявил, что «постоянно чувствует» нечто «неправильное внутри», тем не менее, он попросил королеву Викторию посвятить Маккензи в рыцари; церемония его посвящения состоялась в сентябре.
Несмотря на операции на горле и морской воздух в Каусе, Фридрих продолжал кашлять и по совету Маккензи решил провести зиму на итальянской Ривьере. В августе, услышав о тяжёлой болезни отца, он подумывал вернуться в Германию, но жена разубедила его, и Фридрих отправился с семьёй в Тоблах (Южный Тироль), где Виктория снимала дом. 7 сентября измученный кашлем Фридрих прибыл в Тоблах. Филипп, принц Эйленберг, после краткой встречи с Фридрихом в Мюнхене обеспокоился отсутствием видимого улучшения состояния Фридриха и проконсультировался с выдающимся ларингологом Максом Йозефом Эртелем, который настаивал на радикальной и глубокой операции и заявил, что подозревает наличие доброкачественной опухоли, которая может вскоре переродиться в злокачественную. К этому времени лечение, проводимое Маккензи, навлекло на себя резкую критику. После двух недель, проведённых в Тоблахе, Маккензи прибыл для нового обследования Фридриха. Кронпринц страдал от кашля и простуды, однако Маккензи это не встревожило, он посчитал, что кашель вызван «кратковременной простудой». Тем не менее, он рекомендовал Фридриху уехать из Тоблаха в Венецию в сопровождении жены. Вскоре похолодало, Фридрих испытывал боли в горле и прибегал к впрыскиваниям кокаина.
По прибытии в Венецию Фридрих снова простудился. На этот раз Маккензи был серьёзно обеспокоен тем, что горло и гортань Фридриха постоянно опухали. Он запретил Фридриху разговаривать, заметив, что если кронпринц будет разговаривать, будучи простуженным, то проживёт не более трёх месяцев. В начале октября Виктория отметила: «Горло Фрица не даёт новых поводов для беспокойства, он действительно стал больше заботиться о себе и говорит меньше». 6 октября Фридрих с семьёй и Маккензи уехали на виллу в Бавено на берегу озера Маджоре. Маккензи уехал из Бавено 8 октября, предсказав выздоровление Фридриха «в 3—4 месяца» (как написала Виктория). Старший сын Фридриха Вильгельм приехал в Бавено 17 октября, чтобы побывать на 56-м дне рождения отца 18 октября. В конце октября состояние Фридриха резко ухудшилось. 2 ноября Виктория написала матери, что горло Фридриха снова в огне, но никакой простуды нет, он «опять сильно кашляет» и легко впадает в депрессию из-за своего здоровья. Генерал Альфред фон Вальдерзее заметил, что вопрос о здоровье Фридриха очень важен, так как если Вильгельм I уйдёт из жизни и его сын наследует престол, то «немыслимо, чтобы новый кайзер не мог разговаривать, даже без учёта нашей отчаянной нужды в энергичном правителе». Сын Фридриха Вильгельм сообщил королю Альберту Саксонскому, что его отец часто проявляет вспыльчивость и меланхолию, хотя похоже, что его голос немного улучшился. Фридрих лечит горло, «вдыхая порошок дважды в день, чтобы смягчить гортань».
3 ноября Фридрих со свитой выехал в Сан-Ремо. 5 ноября, спустя два дня по приезде, Фридрих совершенно потерял голос и мучился от жестоких болей в горле. В ходе обследования доктор Ховелл обнаружил новую опухоль под левой голосовой складкой, новости достигли Вильгельма и германского правительства и породили большое замешательство. На следующий день Маккензи выпустил бюллетень с заявлением, что, хотя здоровью кронпринца ничего не угрожает непосредственно, его болезнь, «к несчастью, приняла неблагоприятное течение». Маккензи запросил совета у других специалистов, в том числе у австрийского ларинголога, профессора Леопольда Шрёттера и доктора Германа Краузе из Берлина. 9 ноября Шрёттер и Краузе пришли к выводу, что новая опухоль является злокачественной, и заявили, что Фридрих вряд ли доживёт до конца следующего года. Все присутствующие, включая Маккензи, заключили, что Фридрих действительно страдал от рака горла, поскольку на правой стороне гортани появились новые разрастания, и что для спасения жизни кронпринца требуется немедленная радикальная ларингэктомия. Один из врачей, Мориц Шмидт, добавил, что опухоли, найденные ранее в мае, также имели раковую природу. Фридрих был уничтожен этими новостями, разрыдался, услышав заявление Маккензи, и воскликнул: «Подумать только, что мне было суждено подхватить такую ужасную отвратительную болезнь… я так надеялся, что пригожусь своей стране. Почему небеса так жестоки ко мне? Что я сделал, что [рок] так поразил и проклял меня?» Тем не менее, даже находясь на такой стадии болезни, Фридрих в частном разговоре с женой опять решил не соглашаться на операцию из-за высокого риска. Он отправил врачам письменное заявление, что останется в Италии и согласится на трахеостомию, только если будет рисковать задохнуться из-за своего состояния. Новости привели в шок Берлин и вызвали новую волну ненависти против Виктории как властолюбивой «иностранки», манипулирующей своим супругом. Некоторые политики предлагали, чтобы Фридрих уступил своё право наследования трона сыну Вильгельму, но Бисмарк твёрдо заявил, что Фридрих должен наследовать своему больному отцу, «болен он или нет, и может он или нет постоянно выполнять свои обязанности», что было определено в соответствующих положениях прусской конституции. Несмотря на повторившийся диагноз о раке, состояние Фридриха улучшилось после 5 ноября, и он стал более оптимистично смотреть на будущее, в течение января 1888 года сохранялись надежды, что диагноз был неправильным. Как Фридрих, так и Виктория сохранили веру в Маккензи, который несколько раз обследовал горло Фридриха в течение декабря и дал благоприятный прогноз, опять усомнившись в раковой природе опухоли.
26 декабря 1887 года Фридрих записал, что его «хронический катар», по-видимому, «начинает проходить» и что «между мной и нашим народом образуется дополнительная связь, пусть Бог сохранит его, предоставив мне, когда я вернусь к своим обязанностям, способность доказать себя достойным великого доверия, которое было оказано мне!» Тем не менее, 5 января 1888 года снова появились хрипота и отёк левой голосовой складки, правая сторона, ранее не доставлявшая проблем, воспалилась. У кронпринца появилась высокая температура и жестокий кашель, дыхание становилось всё более затруднённым. Врачи определили перихондрит (воспаление надхрящницы) из-за инфекции, поразившей мембрану горла. Фридрих опять потерял дар речи и страдал от сильных головных болей и бессонницы. 29 января Маккензи, совершавший поездку по Испании, вернулся в Сан-Ремо и после обследования пациента высказался за немедленную трахеостомию. Операция была проведена 8 февраля в 16 часов. Бессонница Фридриха стала постоянной, он испытывал приступы удушья. Чтобы кронпринц смог дышать, была введена трахеотомическая трубка . До конца жизни он более не мог говорить и часто общался письменно. Во время операции доктор Бергманн едва не погубил своего пациента, сделав надрез не на трахее и введя трахеотомическую трубку не в том месте. Фридрих начал кашлять и истекать кровью, и Бергман расширил надрез, введя указательный палец. Кровотечение прекратилось через два часа, однако из-за действий Бергманна в горле Фридриха возник абсцесс, истекающий из него гной, доставлял дискомфорт кронпринцу в течение оставшихся нескольких месяцев его жизни. Позднее Фридрих спрашивал: «Зачем Бергманн сунул палец мне в горло?» и жаловался, что Бергманн неправильно лечил его.
После операции у Фридриха держалась высокая температура, он страдал от головных болей и бессонницы. Жестокий кашель сохранялся, отходила кровавая мокрота. Помимо Маккензи и другие врачи во главе с Бергманном твёрдо считали, что кронпринц болен раком, который, возможно, распространился на лёгкие. Диагноз рака гортани был окончательно подтверждён 6 марта, когда профессор анатом Вильгельм Вальдейер, приехавший в Сан-Ремо, обследовал мокроту Фридриха под микроскопом и подтвердил наличие «так называемых раковых телец… от новой раковой опухоли», находившейся в гортани. Он также заметил, что признаков каких-либо новообразований в лёгких не обнаружено. Диагноз Вальдейера окончательно решил вопрос и поставил под сомнение всё лечение, которое Маккензи применял к Фридриху. Диагнозы и лечение смертельной болезни Фридриха породило медицинскую дискуссию, продолжавшуюся и в следующем веке.

### Краткое правление и смерть
Спустя три дня после подтверждения диагноза о раковом заболевании кронпринца отец Фридриха, кайзер Вильгельм I, скончался 9 марта 1888 года в 8:22 в возрасте 90 лет. Фридрих стал германским императором и королём Пруссии. Его сын Вильгельм, ставший кронпринцем, отправил отцу телеграмму с новостями в Италию. В этот день Фридрих написал в дневнике, что получил телеграмму по возвращении с прогулки. «…и я унаследовал трон пращуров и германского кайзера! Помоги мне, Боже, добросовестно исполнить свой долг на благо моей родины в узком и широком смысле». Сторонники прогресса в Германии надеялись, что после смерти Вильгельма и воцарения Фридриха в стране начнётся новая эра либерального правления. Фридрих мог принять династическое имя Фридрих I (в связи с образованием новой Германской империи) или Фридрих IV (если Германская империя рассматривалась как наследница Священной Римской империи, трое императоров которой носили имя Фридрих), сам Фридрих склонялся к последнему варианту. Тем не менее, выслушав совет Бисмарка о том, что это может вызвать недовольство немецких князей и создать юридические проблемы, Фридрих взял имя Фридрих III, как если бы он оставался королём Пруссии. Новый кайзер приехал в Берлин в 11 вечера 11 марта; свидетели его приезда были шокированы несчастным видом императора. Встал вопрос, как долго проживёт смертельно больной император и чего он надеется достичь. Несмотря на болезнь, Фридрих сделал все возможное, чтобы выполнить свои обязанности императора. Немедленно после объявления о его восхождении на престол он снял с себя орден Чёрного орла и орденскую ленту и приколол их на платье жены, решив почтить её как императрицу. Из-за тяжёлого состояния он не смог участвовать в похоронной процессии на похоронах своего отца, его представлял кронпринц Вильгельм. Фридрих наблюдал за процессией из своих комнат во дворце Шарлоттенбург и плакал.
Будучи императором, он официально принимал британскую королеву Викторию (свою тёщу) и короля Швеции и Норвегии Оскара II. Он присутствовал на свадьбе своего сына принца Генриха и принцессы Ирены (племянницы жены Фридриха). Фридрих процарствовал всего 99 дней и не смог добиться значительных изменений. Большая часть германской правящей элиты рассматривало правление Фридриха как краткий период междуцарствия до воцарения его сына Вильгельма на престоле. До воцарения Фридрих разработал закон об ограничении власти канцлера и монарха по конституции, но этот закон так никогда и не вступил в силу. Всё же Фридрих вынудил уйти в отставку прусского министра внутренних дел Роберта фон Путткаммера 8 июня, когда получил доказательства, что Путткаммер вмешивался в выборы в рейхстаг. Доктор Маккензи писал, что император показывает «почти ошеломляющее чувство долга на своём посту». В письме к лорду Нейпиру императрица Виктория писала: «император может следить за своими делами и делать многое, но, конечно, не может говорить». У Фридриха было рвение, но не время, чтобы осуществить свои стремления. В мае 1888 года он оплакивал своё будущее: «Я не могу умереть… Что тогда будет с Германией?»
С апреля 1888 года Фридрих ослабел настолько, что уже не мог ходить и был в основном прикован к кровати. Он постоянно кашлял, выделяя большие количества гноя. В начале июня рак распространился на пищевод, император не мог есть. Фридрих страдал от приступов рвоты и высокой температуры. 11 июня он сделал последнюю запись в дневнике: «Что происходит со мной? Я должен выздороветь снова, мне столько нужно сделать!». Фридрих III умер 15 июня 1888 года в 11:30 в Потсдаме. На трон взошёл его 29-летний сын Вильгельм. Так 1888 год стал в Германии годом трёх императоров.
Тело Фридриха было погребено в мавзолее при церкви Фридихскирхе в Потсдаме. После смерти Фридриха Уильям Гладстон отозвался о нём как о «Барбароссе германского либерализма». Императрица Виктория продолжила распространять мысли и идеи Фридриха по Германии, но уже не обладала властью над правительством.

### Оценки
Фридрих считал, что государство не должно действовать против общественного мнения его жителей. Долгое время он увлекался либерализмом и до вступления на трон обсуждал свои идеи и намерения с Викторией и другими лицами. Фридрих и его жена восхищались Альбертом Саксен-Кобург-Готским и британской парламентской системой и планировали править как консорты и либерализовать Германию, назначая более либеральных министров. Они намеревались серьёзно ограничить полномочия администрации канцлера и реорганизовать Германию, внедрив многие элементы британского либерализма. Администрация канцлера, отвечающего перед императором, должна была смениться кабинетом министров по британскому образцу — с министрами, отвечающими перед Рейхстагом. Фридрих описывал имперскую конституцию как «гениально изобретённый хаос» Согласно Микаелю Бальфору:

Кронпринц и принцесса разделяли взгляды Германской прогрессистской партии. Бисмарка преследовали страхи, что после смерти престарелого императора его, 70-летнего канцлера, сменит один из лидеров прогрессивных партий. Он стремился защититься от такого поворота событий, устраняя любое влияние посторонних на кронпринца и прибегая как к честным так и к нечестным методам, чтобы сделать его непопулярным.
Оригинальный текст (англ.)
The Crown Prince and Princess shared the outlook of the Progressive Party, and Bismarck was haunted by the fear that should the old Emperor die—and he was now in his seventies—they would call on one of the Progressive leaders to become Chancellor. He sought to guard against such a turn by keeping the Crown Prince from a position of any influence and by using foul means as well as fair to make him unpopular.— 
Многие историки, такие как Уильям Доусон и Эрих Эйк, считали, что ранняя смерть Фридриха положила конец развитию либерализма в Германской империи. Они полагали, что если бы здоровье Фридриха было крепким, а правление долгим, то он действительно смог бы преобразовать Германию в более либеральную демократическую страну и увести её с милитаристского пути, приведшего страну к войне. Доктор Маккюлох заявлял, что Фридрих предотвратил бы Первую мировую войну и, в результате, образовавшуюся Веймарскую республику. Другие историки, такие как Майкл Барфур, идут ещё дальше, заявляя, что либеральный германский император мог бы предотвратить не только Первую, но и Вторую мировые войны. Об этом же пишет и Майкл Френд. Жизненный путь Фридриха вдохновил историка Фрэнка Типтона на рассуждения: «Что случилось бы, если его отец умер раньше или он сам прожил дольше?»
Другие историки, включая Вильгельма Момзена и Артура Розенберга, оспаривают версию, что Фридрих мог или хотел либерализовать Германию. Они полагают, что он не осмелился бы выступить против отца и Бисмарка, чтобы сменить политический курс Германии. Он был прирождённым солдатом, проникся стойкими семейными военными традициями (он поступил в армию в возрасте десяти лет, и для него было счастьем докладывать отцу).
Андреас Дорпален отмечает, что Фридрих в начале карьеры был в основном согласен с политикой Вильгельма и Бисмарка и вряд ли желал сменить её направление. С ним согласен Артур Розенберг: Фридрих, несмотря на свои либеральные увлечения, всё же твёрдо верил в Бисмарка и его систему. Дорпален добавляет к этому, что в любом случае Фридрих обладал слишком слабым и вялым характером, чтобы провести какие-то реальные изменения, независимо от того, как долго продлилось бы его правление. Джеймс Дж. Шилан заявляет, что политический климат и партийная система Германии того периода были слишком пропитаны старыми традициями, чтобы Фридрих мог провести либерализацию. Дорпален также замечает, что либерализм Фридриха мог быть преувеличен после его смерти с целью поддержать либеральное движение в Германии. Он указывает, что множество ошибок, сделанных Вильгельмом II, выставляют его отца в более выгодном свете.
Дети Фридриха (особенно Вильгельм) занимали различные политические посты и оказывали значительное влияние на европейскую политику. В отличие от отца, Вильгельм никогда не сталкивался лично с ужасами войны и под опекой Бисмарка с энтузиазмом воспринимал военное наследие семьи. Канцлер, разочарованный либеральными взглядами Фридриха и Виктории, считал своей обязанностью способствовать разрыву Вильгельма с родителями. Вильгельм вырос с полным пренебрежением к мнению родителей о правительстве и вскоре после кончины отца объявил, что пойдёт по пути своего деда Вильгельма. Вильгельм II никак не упоминал Фридриха III. Он полностью отказался от политики и идей отца и в итоге привёл Германию к Первой мировой войне.
Тем не менее, план Бисмарка по подрыву позиций Фридриха и Виктории и использованию Вильгельма II как марионетки провалился. Как оказалось, Вильгельм разделял убеждение своего отца в том, что позиция канцлера слишком сильная и её надо ослабить в пользу большего могущества императора. Когда Бисмарк узнал, что Вильгельм II намерен сместить его:

Все ресурсы Бисмарка оказались исчерпаны, он даже обратился к императрице Виктории с просьбой использовать её влияние на сына от его лица. Но волшебник потерял свою магию, его чары оказались бессильными, поскольку были обращены на людей, которые не уважали его, и тот, кто так явно не уважал завет Канта использовать людей до их предела, получил слишком малый ресурс лояльности, на который мог бы опираться. Лорд Солсбери заявил Виктории: «Именно те качества, которые Бисмарк воспитывал в императоре, чтобы укрепить свои позиции, когда император Фридрих должен был занять трон, оказались теми качествами, которые привели к его свержению». Императрица, которая должна была испытывать смесь жалости и триумфа, ответила ему, что её влияние на сына не может спасти Бисмарка, поскольку Бисмарк сам разрушил её влияние.
Оригинальный текст (англ.)
All Bismarck's resources were deployed; he even asked Empress Victoria to use her influence with her son on his behalf. But the wizard had lost his magic; his spells were powerless because they were exerted on people who did not respect them, and he who had so signally disregarded Kant's command to use people as ends in themselves had too small a stock of loyalty to draw on. As Lord Salisbury told Queen Victoria: 'The very qualities which Bismarck fostered in the Emperor in order to strengthen himself when the Emperor Frederick should come to the throne have been the qualities by which he has been overthrown.' The Empress, with what must have been a mixture of pity and triumph, told him that her influence with her son could not save him for he himself had destroyed it.— 
В честь Фридриха были названы церкви Kaiser-Friedrich-Gedächtniskirche в Берлине и бывшая церковь Кальтхоф в Кёнигсберге. Также в его честь названа церковь Mount Frederick William на берегу бухты Джервис в Британской Колумбии (Канада).
Фридрих и его супруга считались четой с либеральными симпатиями. Наследник обсуждал возможные планы политических реформ с тёщей, британской королевой Викторией. Впоследствии Вильгельм II предпочитал ссылаться в качестве образца на деда, Вильгельма I (получившего при нём официальный эпитет «Вильгельм Великий»), не упоминая отца. Многие политики и историки[кто?] говорили и тогда, и особенно после начала Первой мировой войны, что если бы Фридрих III и погибший через полгода после него 30 января 1889 года либерально настроенный австрийский кронпринц Рудольф прожили дольше, судьба Европы могла бы повернуться иначе (по крайней мере, политика Германии с Австрией не привела бы к Первой мировой войне).
Кронпринц был инициатором создания художественного музея в Берлине, открытого через 16 лет после его смерти (1904) в день его рождения под названием «Музей императора Фридриха». С 1956 года он называется Музеем Боде по имени искусствоведа Вильгельма фон Боде, руководившего сбором первой коллекции для музея.

## Титулы
- 18 октября 1831 — 2 января 1861: Его королевское высочество Принц Фридрих Прусский
- 2 января 1861 — 18 января 1871: Его королевское высочество Коронный принц Прусский
- 18 января 1871 — 9 марта 1888: Его императорское и королевское высочество Германский коронный принц, Коронный принц Прусский
- 9 марта — 15 июня 1888: Его императорское и королевское величество Германский император, Король Прусский

## Награды

### Германская империя[108]
Королевство Пруссия
- Орден Чёрного орла (18.10.1841); введён в члены капитула ордена с вручением цепи (18.10.1849)[16][109]
- Орден Красного орла 1-го класса (1841)[110]
- Орден Красного орла, большой крест с дубовыми листьями (18 октября 1861); мечи к ордену (1864)[111]
- Орден Красного орла 3-го класса с мечами (1864)
- Орден «Pour le Mérite» (29 июня 1866)[112][113]; дубовые листья (3 августа 1866)[114]; крест и звезда ордена с изображением Фридриха Великого (20 сентября 1866)[115]; дубовые листья к кресту и звезде с изображением Фридриха Великого (2 сентября 1873)[116]
- Королевский орден Дома Гогенцоллернов, большой командорский крест (1851); звезда к ордену (11 сентября 1869); мечи к кресту и звезде (1873)[117]
- Большой крест Железного креста (22.03.1871)
- Железный крест 1-го класса
- Железный крест 2-го класса
- Орден Короны 1-го класса (18 октября 1861)[118]
- Орден Святого Иоанна Иерусалимского

Герцогства Ангальт-Бернбург, Ангальт-Дессау, Ангальт-Кётен
- Династический орден Альбрехта Медведя[119]

Королевство Бавария
- Орден Святого Губерта[120]
- Военный орден Максимилиана Иосифа, большой крест (11.04.1877)[121]

Великое герцогство Баден
- Орден Верности, большой крест
- Орден Военных заслуг Карла Фридриха, большой крест
- Орден Церингенского льва, большой крест

Герцогство Брауншвейг
- Орден Генриха Льва, большой крест

Королевство Вюртемберг
- Орден Вюртембергской короны, большой крест
- Орден «За военные заслуги», большой крест

Великое герцогство Гессен
- Орден Людвига, большой крест (11.10.1855)
- Крест «За военные заслуги»[нем.] (15.03.1871)

Княжество Липпе-Детмольд
- Медаль «За военные заслуги»[нем.]

Великое герцогство Мекленбург-Стрелиц
- Крест «За отличие на войне»[нем.]

Великое герцогство Мекленбург-Шверин
- Орден Вендской короны, большой крест с короной в руде
- Крест «За военные заслуги»[нем.] 1-го класса

Великое герцогство Ольденбург
- Орден Заслуг герцога Петра-Фридриха-Людвига, большой крест

Герцогства Саксен-Альтенбург, Саксен-Кобург-Гота, Саксен-Мейнинген
- Орден Саксен-Эрнестинского дома, большой крест[125]

Великое герцогство Саксен-Веймар-Эйзенах
- Орден Белого сокола, большой крест с мечами (1848/1870)[126]

Королевство Саксония
- Военный орден Святого Генриха, большой крест[127]
- Орден Рутовой короны

### Иностранные[108]
Австрийская империя, Австро-Венгрия
- Военный орден Марии Терезии, рыцарский крест
- Королевский венгерский орден Святого Стефана, большой крест (1852)[128]
- Знак за военную службу[итал.] 2-й степени

Бельгия
- Орден Леопольда I, большой крест

Бразильская империя
- Орден Южного Креста, большой крест

Британская империя
- Орден Подвязки (28.01.1858)[129]
- Орден Бани, большой крест (25.01.1883)[130]

Венесуэла
- Орден Освободителя, большая цепь

Королевство Гавайи
- Орден Камехамехи I, большой крест

Королевство Ганновер
- Орден Святого Георгия (1858)[131]

Княжество Гессен-Кассель
- Орден Золотого льва (16.04.1853)[132]

Королевство Греция
- Орден Спасителя, большой крест

Дания
- Орден Слона (19.08.1873)[133]

Испания
- Орден Золотого руна (1862)[134]
- Орден Святого Фердинанда, большой крест

Мексиканская империя
- Орден Богоматери Гваделупской[итал.], большой крест

Герцогство Нассау
- Орден Золотого льва Нассау (03.1861)[135]

Нидерланды
- Военный орден Вильгельма, большой крест[136]
- Орден Нидерландского льва, большой крест

Королевство обеих Сицилий
- Орден Святого Фердинанда и заслуг, большой крест

Османская империя
- Орден Почёта с бриллиантами
- Орден Османие 1-й степени
- Золотая медаль «За отличие» («Имтияз»)

Персия
- Портрет шаха с бриллиантами

Королевство Португалия
- Двойной орден[порт.]
- Орден Башни и Меча, большой крест

Российская империя
- Орден Святого апостола Андрея Первозванного (16.09.1843)
- Орден Святого Георгия 2-й степени (19.06.1870)[137]
- Орден Святого Георгия 4-й степени (26.11.1869)
- Орден Святого Александра Невского (26.08.1843)
- Орден Белого орла
- Орден Святой Анны 1-й степени
- Орден Святого Станислава 1-й степени

Королевство Румыния
- Орден Звезды Румынии, большой крест

Сан-Марино
- Орден Святого Марина, командорский крест

Сардинское королевство, Королевство Италия
- Высший орден Святого Благовещения (11.06.1850)[138]
- Орден Святых Маврикия и Лазаря, большой крест (1850)
- Савойский военный орден, большой крест
- Орден Короны Италии, большой крест
- Золотая медаль «За воинскую доблесть» (1866)[139]

Святой Престол
- Орден Святого Гроба Господнего Иерусалимского, большой крест

Княжество Сербия, Королевство Сербия
- Орден Белого орла, большой крест
- Орден Таковского креста, большой крест

Тунис
- Орден Славы, большой крест

Французская империя
- Орден Почётного легиона, большой крест (11.12.1856)[140]

Империя Цин
- Орден Двойного дракона 1-й степени 1-го класса

Шведско-норвежская уния
- Орден Серафимов (08.01.1861)[141]
- Орден Карла XIII (03.05.1858)[142]
- Орден Святого Олафа, большой крест (05.8.1873)[143]

Японская империя
- Высший орден Хризантемы